# Handley Page

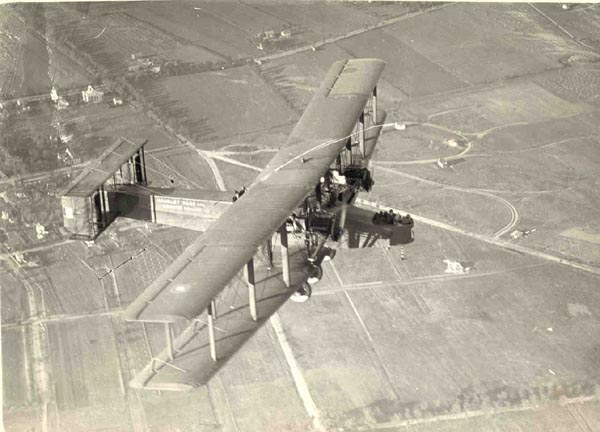
El Atlantic en vuelo sin escalas de Nueva York a Chicago, en 1919

Handley Page Limited fue fundada por Frederick Handley Page (luego Sir Frederick) en 1909 como la primera compañía fabricante de aviones del Reino Unido cotizada en bolsa. Entró en liquidación voluntaria y dejó de existir en 1970. La compañía, con sede en el aeródromo de Radlett, en Hertfordshire, se destacó por su papel pionero en la historia de la aviación y por producir bombarderos pesados y grandes aviones comerciales.